# 20.ª etapa do Giro d'Italia de 2020
A 20.ª etapa do Giro d'Italia de 2020 teve lugar a 24 de outubro de 2020 entre Alba e Sestriere sobre um percurso de 190 km e foi vencida pelo britânico Tao Geoghegan Hart da equipa Ineos Grenadiers por adiante do australiano Jai Hindley da equipa Sunweb que se colocou como novo líder da geral. Com as bonificações que se repartiram, ambos chegaram à última etapa igualados a tempo na classificação e o desempate se dá em virtude dos 86 centésimas de segundo que tem a favor Jai Hindley devido ao contrarrelógio já disputado. Este empate é a primeira vez que ocorre na historia do Giro.

## Classificação da etapa
| \| Classificação por etapas \| Classificação por etapas \| Classificação por etapas \| Classificação por etapas \| Classificação por etapas \| \| Ciclista \| Ciclista \| Equipe \| Tempo \| \| \| ------------------------ \| ------------------------ \| ------------------------ \| ------------------------ \| ------------------------ \| \| 1. \| Tao Geoghegan Hart \| Ineos Grenadiers \| 4h52m45s \| \| \| 2. \| Jai Hindley \| Team Sunweb \| + 0s \| \| \| 3. \| Rohan Dennis \| Ineos Grenadiers \| + 25s \| \| \| 4. \| João Almeida \| Deceuninck-Quick Step \| + 1m01s \| \| \| 5. \| Andrea Vendrame \| AG2R La Mondiale \| + 1m34s \| \| \| 6. \| Einer Rubio \| Movistar Team \| + 1m35s \| \| \| 7. \| Pello Bilbao \| Bahrain McLaren \| + 1m35s \| \| \| 8. \| Wilco Kelderman \| Team Sunweb \| + 1m35s \| \| \| 9. \| Attila Valter \| CCC Team \| + 1m48s \| \| \| 10. \| James Knox \| Deceuninck-Quick Step \| + 2m00s \| \| |                    |                       |          |
| |                    |                       |          |
| Fonte: ProCyclingStats |                    |                       |          |
| Classificação por etapas |                    |                       |          |
| Ciclista | Ciclista           | Equipe                | Tempo    |
| 1. | Tao Geoghegan Hart | Ineos Grenadiers      | 4h52m45s |
| 2. | Jai Hindley        | Team Sunweb           | + 0s     |
| 3. | Rohan Dennis       | Ineos Grenadiers      | + 25s    |
| 4. | João Almeida       | Deceuninck-Quick Step | + 1m01s  |
| 5. | Andrea Vendrame    | AG2R La Mondiale      | + 1m34s  |
| 6. | Einer Rubio        | Movistar Team         | + 1m35s  |
| 7. | Pello Bilbao       | Bahrain McLaren       | + 1m35s  |
| 8. | Wilco Kelderman    | Team Sunweb           | + 1m35s  |
| 9. | Attila Valter      | CCC Team              | + 1m48s  |
| 10. | James Knox         | Deceuninck-Quick Step | + 2m00s  |

## Classificações ao final da etapa

### Classificação geral(Maglia Rosa)
| \| Classificação geral \| Classificação geral \| Classificação geral \| Classificação geral \| Classificação geral \| \| Ciclista \| Ciclista \| Equipe \| Tempo \| \| \| ------------------- \| ------------------- \| --------------------- \| ------------------- \| ------------------- \| \| 1. \| Jai Hindley \| Team Sunweb \| 85h22m07s \| \| \| 2. \| Tao Geoghegan Hart \| Ineos Grenadiers \| + 0s \| \| \| 3. \| Wilco Kelderman \| Team Sunweb \| + 1m32s \| \| \| 4. \| Pello Bilbao \| Bahrain McLaren \| + 2m51s \| \| \| 5. \| João Almeida \| Deceuninck-Quick Step \| + 3m14s \| \| \| 6. \| Jakob Fuglsang \| Astana \| + 6m32s \| \| \| 7. \| Vincenzo Nibali \| Trek-Segafredo \| + 7m46s \| \| \| 8. \| Patrick Konrad \| Bora-Hansgrohe \| + 8m05s \| \| \| 9. \| Fausto Masnada \| Deceuninck-Quick Step \| + 9m24s \| \| \| 10. \| Hermann Pernsteiner \| Bahrain McLaren \| + 10m08s \| \| |                     |                       |           |
| |                     |                       |           |
| Fonte: ProCyclingStats |                     |                       |           |
| Classificação geral |                     |                       |           |
| Ciclista | Ciclista            | Equipe                | Tempo     |
| 1. | Jai Hindley         | Team Sunweb           | 85h22m07s |
| 2. | Tao Geoghegan Hart  | Ineos Grenadiers      | + 0s      |
| 3. | Wilco Kelderman     | Team Sunweb           | + 1m32s   |
| 4. | Pello Bilbao        | Bahrain McLaren       | + 2m51s   |
| 5. | João Almeida        | Deceuninck-Quick Step | + 3m14s   |
| 6. | Jakob Fuglsang      | Astana                | + 6m32s   |
| 7. | Vincenzo Nibali     | Trek-Segafredo        | + 7m46s   |
| 8. | Patrick Konrad      | Bora-Hansgrohe        | + 8m05s   |
| 9. | Fausto Masnada      | Deceuninck-Quick Step | + 9m24s   |
| 10. | Hermann Pernsteiner | Bahrain McLaren       | + 10m08s  |

### Classificação por pontos(Maglia Ciclamino)
| Classificação por pontos | Classificação por pontos | Classificação por pontos    | Classificação por pontos | Classificação por pontos |
| Ciclista                 | Ciclista                 | Equipe                      | Pontos                   |                          |
| ------------------------ | ------------------------ | --------------------------- | ------------------------ | ------------------------ |
| 1.                       | Arnaud Démare            | Groupama-FDJ                | 233 pts                  |                          |
| 2.                       | Peter Sagan              | Bora-Hansgrohe              | 184 pts                  |                          |
| 3.                       | João Almeida             | Deceuninck-Quick Step       | 101 pts                  |                          |
| 4.                       | Andrea Vendrame          | AG2R La Mondiale            | 78 pts                   |                          |
| 5.                       | Diego Ulissi             | UAE Team Emirates           | 77 pts                   |                          |
| 6.                       | Josef Černý              | CCC Team                    | 73 pts                   |                          |
| 7.                       | Filippo Ganna            | Ineos Grenadiers            | 72 pts                   |                          |
| 8.                       | Simon Pellaud            | Androni Giocattoli-Sidermec | 70 pts                   |                          |
| 9.                       | Tao Geoghegan Hart       | Ineos Grenadiers            | 66 pts                   |                          |
| 10.                      | Patrick Konrad           | Bora-Hansgrohe              | 61 pts                   |                          |

### Classificação da montanha(Maglia Azzurra)
| Classificação da montanha | Classificação da montanha | Classificação da montanha | Classificação da montanha | Classificação da montanha |
| Ciclista                  | Ciclista                  | Equipe                    | Pontos                    |                           |
| ------------------------- | ------------------------- | ------------------------- | ------------------------- | ------------------------- |
| 1.                        | Ruben Guerreiro           | EF Pro Cycling            | 234 pts                   |                           |
| 2.                        | Tao Geoghegan Hart        | Ineos Grenadiers          | 157 pts                   |                           |
| 3.                        | Thomas De Gendt           | Lotto-Soudal              | 122 pts                   |                           |
| 4.                        | Rohan Dennis              | Ineos Grenadiers          | 119 pts                   |                           |
| 5.                        | Ben O'Connor              | NTT Pro Cycling           | 71 pts                    |                           |
| 6.                        | Jai Hindley               | Team Sunweb               | 71 pts                    |                           |
| 7.                        | Wilco Kelderman           | Team Sunweb               | 55 pts                    |                           |
| 8.                        | Filippo Ganna             | Ineos Grenadiers          | 48 pts                    |                           |
| 9.                        | Jonathan Castroviejo      | Ineos Grenadiers          | 45 pts                    |                           |
| 10.                       | Einer Rubio               | Movistar Team             | 44 pts                    |                           |

### Classificação dos jovens(Maglia Bianca)
| Classificação dos jovens | Classificação dos jovens | Classificação dos jovens | Classificação dos jovens | Classificação dos jovens |
| Ciclista                 | Ciclista                 | Equipe                   | Tempo                    |                          |
| ------------------------ | ------------------------ | ------------------------ | ------------------------ | ------------------------ |
| 1.                       | Jai Hindley              | Team Sunweb              | 85h22m07s                |                          |
| 2.                       | Tao Geoghegan Hart       | Ineos Grenadiers         | + 0s                     |                          |
| 3.                       | João Almeida             | Deceuninck-Quick Step    | + 3m14s                  |                          |
| 4.                       | Sergio Samitier          | Movistar Team            | + 34m12s                 |                          |
| 5.                       | James Knox               | Deceuninck-Quick Step    | + 36m46s                 |                          |
| 6.                       | Brandon McNulty          | UAE Team Emirates        | + 38m22s                 |                          |
| 7.                       | Aurélien Paret-Peintre   | AG2R La Mondiale         | + 44m49s                 |                          |
| 8.                       | Ben O'Connor             | NTT Pro Cycling          | + 1h02m37s               |                          |
| 9.                       | Sam Oomen                | Team Sunweb              | + 1h03m10s               |                          |
| 10.                      | Matteo Fabbro            | Bora-Hansgrohe           | + 1h12m47s               |                          |

### Classificação por equipas"Super team"
| Classificação por equipes | Classificação por equipes | Classificação por equipes | Classificação por equipes |
| Equipe                    | Equipe                    | Tempo                     |                           |
| ------------------------- | ------------------------- | ------------------------- | ------------------------- |
| 1.                        | Ineos Grenadiers          | 256h22m40s                |                           |
| 2.                        | Deceuninck-Quick Step     | + 20m37s                  |                           |
| 3.                        | Team Sunweb               | + 27m43s                  |                           |
| 4.                        | Bahrain McLaren           | + 30m22s                  |                           |
| 5.                        | Bora-Hansgrohe            | + 1h09m29s                |                           |
| 6.                        | NTT Pro Cycling           | + 1h48m39s                |                           |
| 7.                        | AG2R La Mondiale          | + 2h01m45s                |                           |
| 8.                        | Movistar Team             | + 2h02m59s                |                           |
| 9.                        | Astana                    | + 2h26m49s                |                           |
| 10.                       | Trek-Segafredo            | + 2h37m51s                |                           |

## Abandonos
Nenhum.